# Janis Okas
Janis (Janakis) Okas (11 lutego 1977 w Larnace) – cypryjski piłkarz grający na pozycji napastnika, a także trener.

## Kariera klubowa
Piłkarską karierę Okas rozpoczął w klubie Nea Salamina Famagusta z rodzinnej Larnaki. W sezonie 1993/1994 zadebiutował w pierwszej lidze cypryjskiej w wieku 16 lat. W sezonie 1996/1997 zdobył 10 goli dla swojej drużyny, co zaowocował transferem do lokalnego rywala, jednego z najbardziej utytułowanych zespołów na Cyprze, Anorthosisu Famagusta. W Anorthosisie był czołowym zawodnikiem i regularnie zdobywał ponad 10 goli w sezonie. W latach 1998, 1999 i 2000 wywalczył mistrzostwo Cypru, a w 1998 także Puchar Cypru.
W 2000 roku Okas trafił do Grecji. Podpisał kontrakt z PAOK FC. W swoim pierwszym sezonie zaliczył 7 trafień w Alpha Ethniki, zdobył Puchar Grecji, a także został uznany Piłkarzem Roku na Cyprze. W finale pucharu przeciwko Olympiakosowi strzelił 2 gole, a PAOK wygrał 4:2. W PAOK-u stworzył atak wraz z rodakiem Jasumisem Jasumim, a w sezonie 2001/2002 i 2002/2003 był najlepszym strzelcem zespołu. W 2003 roku zdobył też swój drugi Puchar Grecji.
Latem 2003 Okas przeszedł do AEK Ateny. W ataku występował z Nikosem Limberopulosem i zdobył 5 goli, ale już po roku opuścił klub po tym, jak interweniował w UEFA w sprawie niewypłaconych pensji. W sierpniu 2004 roku podpisał kontrakt z Olympiakosem. W pierwszym sezonie był rezerwowym dla pary Giovanni – Rivaldo, zdobył 5 bramek w lidze i wywalczył dublet. Stał się też pierwszym piłkarzem, który zdobył gola na nowo wybudowanym stadionie Karaiskákis. Latem 2005 dołączył do niego rodak Michalis Konstandinu, który występował wraz z Rivaldo w ataku. Okas zaliczył 7 trafień i znów wywalczył dublet oraz wystąpił w rozgrywkach Ligi Mistrzów. W sezonie 2006/2007 zdobył 3 gole i trzeci raz został mistrzem kraju.
W lipcu 2007 Okas był bliski przejścia do jednego z klubów Premier League, jednak ostatecznie w sierpniu podpisał roczny kontrakt z zespołem hiszpańskiej Segunda División, Celtą Vigo. W drugiej lidze Hiszpanii rozegrał 25 meczów i strzelił 8 goli.
W lipcu 2008 roku podpisał czteroletnią umowę z Omonią Nikozja, z którą został w 2009 roku wicemistrzem Cypru. W latach 2009–2014 ponownie grał w Anorthosisie. W 2014 przeszedł do Ermisu Aradipu, gdzie zakończył karierę.
| Sezon   | Klub                   | Kraj      | Rozgrywki        | Mecze | Bramki |
| ------- | ---------------------- | --------- | ---------------- | ----- | ------ |
| 1993/94 | Nea Salamina Famagusta | Cypr      | Division A       | 2     | 1      |
| 1994/95 | Nea Salamina Famagusta | Cypr      | Division A       | 14    | 2      |
| 1995/96 | Nea Salamina Famagusta | Cypr      | Division A       | 12    | 3      |
| 1996/97 | Nea Salamina Famagusta | Cypr      | Division A       | 25    | 10     |
| 1997/98 | Anorthosis Famagusta   | Cypr      | Division A       | 25    | 14     |
| 1998/99 | Anorthosis Famagusta   | Cypr      | Division A       | 25    | 15     |
| 1999/00 | Anorthosis Famagusta   | Cypr      | Division A       | 22    | 12     |
| 2000/01 | PAOK FC                | Grecja    | Alpha Ethniki    | 26    | 7      |
| 2001/02 | PAOK FC                | Grecja    | Alpha Ethniki    | 25    | 10     |
| 2002/03 | PAOK FC                | Grecja    | Alpha Ethniki    | 29    | 11     |
| 2003/04 | AEK Ateny              | Grecja    | Alpha Ethniki    | 24    | 5      |
| 2004/05 | Olympiakos SFP         | Grecja    | Alpha Ethniki    | 25    | 5      |
| 2005/06 | Olympiakos SFP         | Grecja    | Alpha Ethniki    | 27    | 7      |
| 2006/07 | Olympiakos SFP         | Grecja    | Alpha Ethniki    | 25    | 3      |
| 2007/08 | Celta Vigo             | Hiszpania | Segunda División | 24    | 6      |
| 2008/09 | Omonia Nikozja         | Cypr      | Division A       | 23    | 9      |
| 2009/10 | Anorthosis Famagusta   | Cypr      | Division A       | 28    | 8      |
| 2010/11 | Anorthosis Famagusta   | Cypr      | Division A       | 26    | 8      |
| 2011/12 | Anorthosis Famagusta   | Cypr      | Division A       | 31    | 6      |
| 2012/13 | Anorthosis Famagusta   | Cypr      | Division A       | 29    | 7      |
| 2013/14 | Anorthosis Famagusta   | Cypr      | Division A       | 10    | 0      |
| 2013/14 | Ermis Aradipu          | Cypr      | Division A       | 14    | 2      |

## Kariera reprezentacyjna
W reprezentacji Cypru Okas zadebiutował 15 lutego 1997 roku w przegranym 2:3 towarzyskim meczu z Polską. Natomiast pierwszego gola w kadrze narodowej zdobył 2 kwietnia tego samego roku w meczu z Bułgarią (1:4), rozegranym w ramach eliminacji do MŚ 1998.